# Hadji Panglima Tahil
Hadji Panglima Tahil es un municipio filipino de la provincia de Joló. Según el censo de 2000, tiene 5314 habitantes en 807 casas.

## Barangayes
Hadji Panglima Tahil se divide políticamente a 5 barangayes:
- Bangas (población)
- Bubuan
- Kabuukan
- Pag-asinan
- Teomabal

- Datos: Q155983
- Multimedia: Hadji Panglima Tahil / Q155983

1. ↑  Worldpostalcodes.org, código postal n.º 7413.